# S計劃—惡魔的才藝捐獻
《S計劃—惡魔的才藝捐獻》為韓國Mnet的綜藝節目，由 申廷煥、卓在勳主持，兩人需尋找需要自己的地方進行才藝捐獻，同時也一起找回初心。

## 外部連結
- 官方網站：https://web.archive.org/web/20170912102121/http://tv.mnet.com/program/1912
- S計劃-惡魔的才藝捐獻的Naver專頁 （页面存档备份，存于）